# Heppner (Oregon)
Heppner – miasto w Stanach Zjednoczonych, w stanie Oregon, siedziba administracyjna hrabstwa Morrow.